# 2024-es Campeones Cup
A 2024-es Campeones Cup volt a 6. alkalommal megrendezett észak-amerikai nemzetközi labdarúgókupa. A kupában az MLS-kupa és a mexikói szuperkupa győztesei vesznek részt. 
A címvédő a mexikói Tigres UANL volt. A bajnoki trófeát a szintén mexikói América szerezte meg, a kupa történetében először.

## A mérkőzés
| 2024. szeptember 25. 19:30 EDT |

| Columbus Crew                                               | 1–1 | América                                             |
| ----------------------------------------------------------- | --- | --------------------------------------------------- |
| Amundsen 77'                                                |     | Dávila 68'                                          |
| Büntetőpárbaj                                               |     |                                                     |
| Camacho Mățan Russell-Rowe Hernández Jones Jackson Amundsen | 4–5 | Valdés Sánchez Aguirre Fidalgo Dávila Juárez Araujo |

| Lower.com Field, Columbus, Ohio Nézőszám: 20 198 Játékvezető: Walter López (Guatemala) |